# Liste der Baudenkmäler in Steinberg am See
Auf dieser Seite sind die Baudenkmäler in der Oberpfälzer Gemeinde Steinberg am See zusammengestellt. Diese Tabelle ist eine Teilliste der Liste der Baudenkmäler in Bayern. Grundlage ist die Bayerische Denkmalliste, die auf Basis des Bayerischen Denkmalschutzgesetzes vom 1. Oktober 1973 erstmals erstellt wurde und seither durch das Bayerische Landesamt für Denkmalpflege geführt wird. Die folgenden Angaben ersetzen nicht die rechtsverbindliche Auskunft der Denkmalschutzbehörde.
 Die Liste gibt den Fortschreibungsstand vom 22. März 2018 wieder und umfasst zwei Baudenkmäler.

## Baudenkmäler nach Ortsteilen

### Steinberg
| Lage                                            | Objekt                          | Beschreibung | Akten-Nr.    | Bild |
| ----------------------------------------------- | ------------------------------- | --- | ------------ | ---- |
| Nittenauer Straße 11; Wiesenstraße 2 (Standort) | Katholische Kirche St. Wendelin | Flachgedecktes Langhaus mit Walmdach und eingezogenem Polygonalchor, 17./18. Jahrhundert, Nordturm mit Zwiebeldach über profiliertem Traufgesims, wohl später; mit Ausstattung; Leichenhaus, Walmdachbau aus Granitquadermauerwerk mit arkadenartig geöffneter Vorhalle, 1926. | D-3-76-168-1 | BW   |

### Oder
| Lage                 | Objekt                   | Beschreibung | Akten-Nr.    | Bild |
| -------------------- | ------------------------ | --- | ------------ | ---- |
| Oder 11 a (Standort) | Ehemaliges Wohnstallhaus | Zweigeschossiger und verputzter Massivbau mit Halbwalmdach und giebelseitiger Rundbogennische, Türgewände bezeichnet mit „1899“. | D-3-76-168-3 | BW   |

## Ehemalige Baudenkmäler
In diesem Abschnitt sind Objekte aufgeführt, die früher einmal in der Denkmalliste eingetragen waren, jetzt aber nicht mehr. Objekte, die in anderem Zusammenhang also z. B. als Teil eines Baudenkmals weiter eingetragen sind, sollen hier nicht aufgeführt werden. Aktennummern in diesem Abschnitt sind ehemalige, jetzt nicht mehr gültige Aktennummern.

| Lage                               | Objekt                                                     | Beschreibung                                                               | Akten-Nr.    | Bild |
| ---------------------------------- | ---------------------------------------------------------- | -------------------------------------------------------------------------- | ------------ | ---- |
| Steinberg Schloßgasse 1 (Standort) | Ehemaliges Hofmark-Schlösschen, jetzt Gasthaus zum Schloss | Satteldachbau, im Kern 1700; Wappenstein, Anfang 19. Jahrhundert; im Flur. | D-3-76-168-2 | BW   |